# Andrés Dung-Lac
Andrés Dung-Lac [aːnze˧ tɕən˨˩ aːn˧ zuŋ˧˥ lak˧˨] (en vietnamita: Anrê Trần An Dũng Lạc, 1795 – 21 de diciembre de 1839) fue un sacerdote católico vietnamita ejecutado mediante el método de decapitación en Đại Nam, Vietnam bajo el reinado de Minh Mạng. Es venerado como santo en la Iglesia católica.

## Biografía
Trần An Dũng nació en 1795, en Vietnam, en el seno de una familia muy pobre. Sus padres lo vendieron a un catequista cristiano. Este le preparó en la fe cristiana y se bautizó tomando el nombre de Andrés (Anre Dũng). Su catequista le preparó en la carrera eclesiástica y fue ordenado sacerdote el 15 de marzo de 1823. Durante la persecución que se desató contra los cristianos, durante la Dinastía Nguyễn, Andrés Dung cambió su nombre por Lạc para evitar su captura. Razón por la que es conocido como Andrés Dung-Lac (Anre Dũng-Lac). Viajaba por diferentes lugares con el fin de llevar el evangelio a más personas, hasta que fue capturado, junto al sacerdote que lo había hospedado en su casa, Pedro Trương Văn Thi. Por no abjurar de su fe cristiana, ambos sacerdotes fueron decapitados el 21 de diciembre de 1839.

## Culto
Andrés Dung-Lac fue beatificado por el papa León XIII, el 24 de noviembre de 1900 y canonizado por el papa Juan Pablo II, junto a unos 116 compañeros mártires vietnamitas. Su memoria litúrgica se celebra junto a dichos mártires el 24 de noviembre y es celebrada en la Iglesia universal con el rango de memoria obligatoria.